# Der dunkle Kristall: Ära des Widerstands
Der dunkle Kristall: Ära des Widerstands (Originaltitel: The Dark Crystal: Age of Resistance) ist eine US-amerikanische Fantasy-Fernsehserie, die am 30. August 2019 in das Programm von Netflix aufgenommen wurde. Die erste und einzige Staffel umfasst zehn Folgen. Es handelt sich um die Vorgeschichte des Fantasy-Spielfilms Der dunkle Kristall der Puppenspieler und Muppets-Erfinder Jim Henson und Frank Oz aus dem Jahr 1982.
Bei der Primetime-Emmy-Verleihung 2020 gewann die Serie in der Kategorie Outstanding Children’s Program. Wenige Tage später wurde bekannt gegeben, dass die Serie nicht verlängert wird.

## Handlung
Der Planet Thra wird von den Skeksen beherrscht, abscheulichen, vogelähnlichen, riesigen Wesen, die über die anderen Arten, einschließlich der elfenähnlichen Gelflinge, herrschen. Das schreckliche Geheimnis der Skekse: Sie töten Gelflinge und trinken ihre „Essenz“, um ihr eigenes Leben zu verlängern. Als drei der Gelflinge hiervon erfahren, versuchen sie die Wahrheit ans Licht zu bringen.
Der Alltag am Hof der Skekse ist von Intrigen geprägt. Jeder von ihnen versucht, die Macht über den Planeten zu erhalten und den dunklen Kristall als eine Energie- und Lebensquelle für sich nutzen zu können. In ihrem kerkerartigen Labor werden Gefangene gefoltert.

## Entstehung
Die Serie erzählt die Vorgeschichte des Fantasy-Spielfilms Der dunkle Kristall der Puppenspieler und Muppets-Erfinder Jim Henson und Frank Oz aus dem Jahr 1982. Wie in dem Film werden die Figuren in der Serie nicht mit Hilfe von Computeranimation, sondern durch Puppenspiel bewegt, wobei man sich bei der Herstellung der neuen Puppen am Puppen- und Kostümdesign aus dem Original orientierte. Toby Froud, dessen Vater Brian Froud der Konzeptkünstler des Originalfilms war und der verantwortliche Supervisor für das Design der Serie ist, erklärte: „Ich habe geholfen, den Stil seiner Designs und das Gefühl des Originalfilms zu bewahren.“

Das Creature Design der Skekse orientierte sich an dem für die filmische Vorlage

Die treibende Kraft hinter der Serie ist Louis Leterrier, der auch bei einzelnen Episoden Regie führte. Der gebürtige Franzose hatte in der Vergangenheit mit Luc Besson zusammengearbeitet und führte Regie bei den Actionfilmen The Transporter und Unleashed, aber auch bei Hollywood-Blockbustern wie Der unglaubliche Hulk und Die Unfassbaren - Now You See Me.
Sigourney Weaver fungiert als Erzählerin. Zu den Puppenspielern, von denen einige auch als Sprecher fungieren, gehören Alice Dinnean, Beccy Henderson, Neil Sterenberg, Warrick Brownlow-Pike, Dave Chapman, Kevin Clash, Damian Farrell und Louise Gold.
Während die Figuren in der Serie ausschließlich durch dieses Puppenspiel bewegt werden, kam für Landschaftsaufnahmen des Planeten Thra, auf dem die Serie wie bereits der Film spielt, CGI zum Einsatz.

## Besetzung und Synchronisation
Die deutsche Synchronisation entstand nach einem Dialogbuch von Joachim Kunzendorf und der Dialogregie von Mike Betz im Auftrag der VSI Synchron GmbH, Berlin.
| Puppenspieler/Originalsprecher | Bild              | Rolle                                     | Anzahl Folgen | deutscher Synchronsprecher |
| ------------------------------ | ----------------- | ----------------------------------------- | ------------- | -------------------------- |
| Sigourney Weaver               | Sigourney Weaver  | The Myth-Speaker / Erzählerin             | 10            | Karin Buchholz             |
| Awkwafina                      | Awkwafina         | The Collector / Die Eintreiberin          | 7             | Daniela Hoffmann           |
| Helena Bonham Carter           |                   | All-Maudra                                | 10            | Melanie Pukaß              |
| Taron Egerton                  | Taron Egerton     | Rian                                      | 10            | Amadeus Strobl             |
| Nathalie Emmanuel              | Nathalie Emmanuel | Deet                                      | 10            | Maximiliane Häcke          |
| Harvey Fierstein               |                   | The Gourmand                              | 10            | Christian Gaul             |
| Mark Hamill                    | Mark Hamill       | The Scientist / Der Gelehrte              | 9             | Thomas Nero Wolff          |
| Ralph Ineson                   |                   | The Hunter / Der Jäger                    | 7             | Tilo Schmitz               |
| Jason Isaacs                   |                   | The Emperor / Der Mächtigste              | 10            | Oliver Stritzel            |
| Keegan-Michael Key             |                   | The Ritual Master / Der Zeremonienmeister | 9             | Florian Halm               |
| Donna Kimball                  |                   | Aughra                                    | 10            | Philine Peters-Arnolds     |
| Shazad Latif                   |                   | Kylan                                     | 5             | Jan Andreesen              |
| Gugu Mbatha-Raw                |                   | Seladon                                   | 9             | Julia Kaufmann             |
| Simon Pegg                     |                   | The Chamberlain                           | 9             | Dirk Petrick               |
| Andy Samberg                   |                   | The Heretic / Der Abtrünnige              | 4             | Sebastian Schulz           |
| Mark Strong                    |                   | Ordon                                     | 5             | Peter Flechtner            |
| Anya Taylor-Joy                |                   | Gelfling-Prinzessin Brea                  | 10            | Amelie Plaas-Link          |
| Benedict Wong                  |                   | The General                               | 9             | Michael Iwannek            |
| Eddie Izzard                   |                   | älterer Cadia                             | 3             | Michael Deffert            |
| Theo James                     |                   | Rek’yr                                    | 2             | Dennis Schmidt-Foß         |
| Toby Jones                     |                   | The Librarian / Der Bibliothekar          | 6             | Stefan Krause              |
| Hannah John-Kamen              |                   | Naia                                      | 5             | Katja Hiller               |
| Caitriona Balfe                |                   | Tavra                                     | 9             | Cathlen Gawlich            |
| Warrick Brownlow-Pike          |                   | The Chamberlain / Paladin                 | 10            | Florian Clyde              |
| Charlie Condou                 |                   | Mitjan                                    | 3             |                            |
| Harris Dickinson               |                   | Gurjin                                    | 8             | Ricardo Richter            |
| Alice Dinnean                  |                   | Brea / Die Gewandmeisterin                | 10            | Sabine Arnhold             |
| Natalie Dormer                 |                   | Onica                                     | 3             | Marieke Oeffinger          |
| Dave Goelz                     |                   | Baffi                                     | 3             |                            |
| Lena Headey                    |                   | Maudra Fara                               | 6             | Vera Teltz                 |
| Victor Yerrid                  |                   | Hup                                       | 10            | Patrick Bach               |
| Beccy Henderson                |                   | Deet                                      | 10            |                            |
| Helena Smee                    |                   | Seladon                                   | 10            |                            |
| Neil Sterenberg                |                   | Rian                                      | 10            | Christoph Banken           |
| Alicia Vikander                |                   | Mira                                      | 1             | Anita Hopt                 |
| Ólafur Darri Ólafsson          |                   | The Archer                                | 6             | Rainer Doering             |

## Episodenliste
| Nr. | Deutscher Titel                                    | Originaltitel                      | Erstveröffentlichung USA | Deutschsprachige Erstveröffentlichung (D/A/CH) | Regie           | Drehbuch                         |
| --- | -------------------------------------------------- | ---------------------------------- | ------------------------ | ---------------------------------------------- | --------------- | -------------------------------- |
| 1   | Ende oder Anfang. Alles das gleiche.               | End. Begin. All the Same.          | 30. Aug. 2019            | 30. Aug. 2019                                  | Louis Leterrier | Jeffrey Addiss & Will Matthews   |
| 2   | Nichts ist mehr einfach                            | Nothing Is Simple Anymore          | 30. Aug. 2019            | 30. Aug. 2019                                  | Louis Leterrier | J. M. Lee                        |
| 3   | Was zerbrochen war und geteilt                     | What Was Sundered and Undone       | 30. Aug. 2019            | 30. Aug. 2019                                  | Louis Leterrier | Vivian Lee                       |
| 4   | Das erste, woran ich mich erinnern kann, ist Feuer | The First Thing I Remember Is Fire | 30. Aug. 2019            | 30. Aug. 2019                                  | Louis Leterrier | Simon Racioppa & Richard Elliott |
| 5   | Sie ist im Besitz aller Geheimnisse                | She Knows All the Secrets          | 30. Aug. 2019            | 30. Aug. 2019                                  | Louis Leterrier | Jeffrey Addiss & Will Matthews   |
| 6   | Durch Gelfling Hand …                              | By Gelfling Hand …                 | 30. Aug. 2019            | 30. Aug. 2019                                  | Louis Leterrier | Kari Drake                       |
| 7   | Höchste Zeit, dass ich … etwas unternehme          | Time to Make … My Move             | 30. Aug. 2019            | 30. Aug. 2019                                  | Louis Leterrier | Javier Grillo-Marxuach           |
| 8   | Propheten wissen eben auch nicht alles             | Prophets Don’t Know Everything     | 30. Aug. 2019            | 30. Aug. 2019                                  | Louis Leterrier | Simon Racioppa & Richard Elliott |
| 9   | Der Kristall ruft                                  | The Crystal Calls                  | 30. Aug. 2019            | 30. Aug. 2019                                  | Louis Leterrier | Margaret Dunlap                  |
| 10  | Bis ein Stück verloren ging …                      | A Single Piece Was Lost            | 30. Aug. 2019            | 30. Aug. 2019                                  | Louis Leterrier | Jeffrey Addiss & Will Matthews   |

## Marketing und Veröffentlichung
Am 30. Mai 2019 veröffentlichte Netflix einen ersten Trailer. Am 30. August 2019 wurde die Serie in das Programm des Streamingdienstes aufgenommen.
Am 20. September 2020 wurde bekannt gegeben, dass die Serie nicht für eine zweite Staffel verlängert wird. Lisa Henson erklärte: „Wir wissen, dass die Fans begierig darauf sind zu erfahren, wie dieses Kapitel der Saga Der dunkle Kristall endet, und wir werden nach Wegen suchen, diese Geschichte in Zukunft zu erzählen.“

## Rezeption

### Kritiken

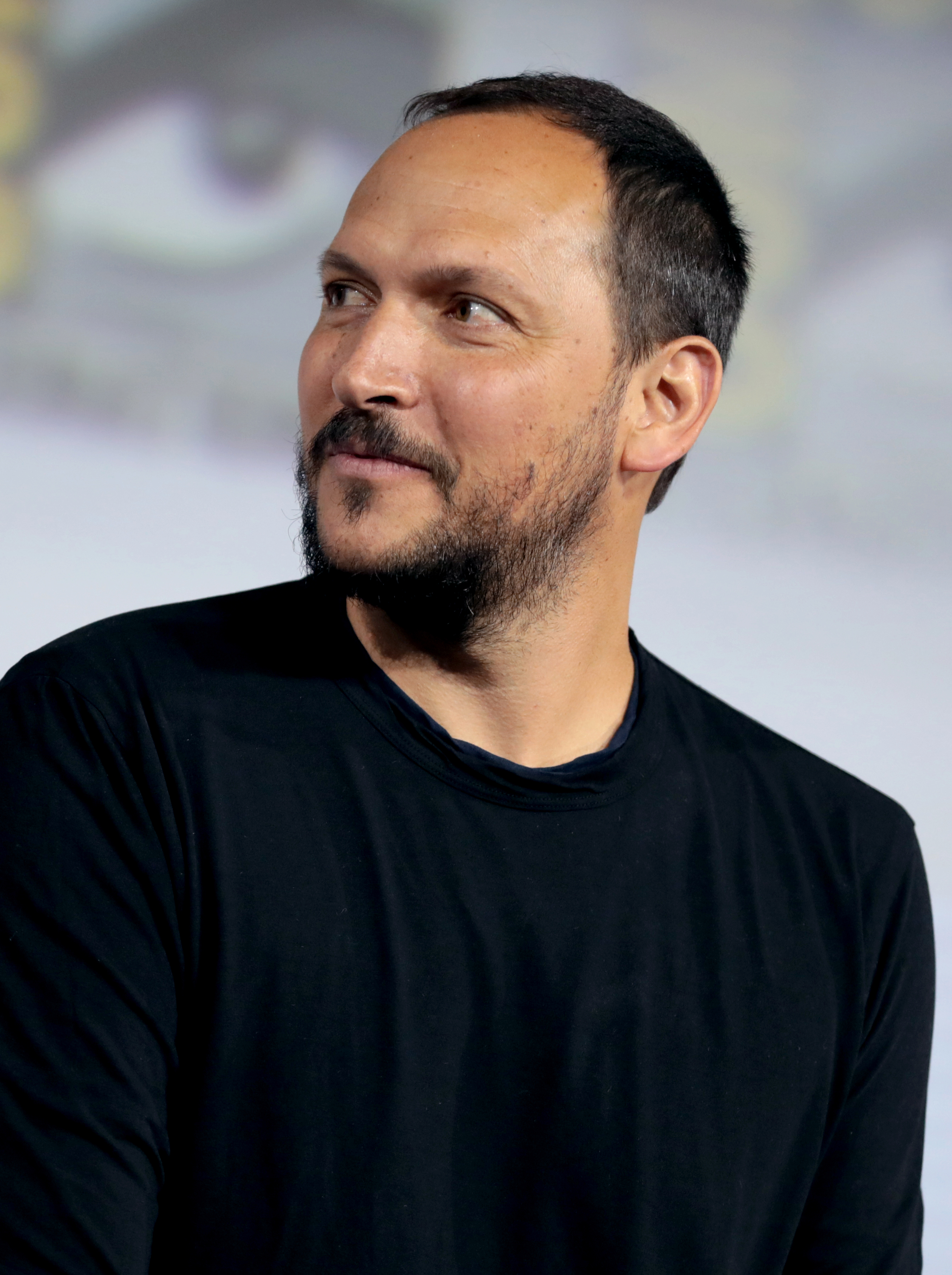
Die treibende Kraft hinter der Serie: Louis Leterrier, hier auf der San Diego Comic-Con im Juli 2019

Bei Metacritic erhielt die erste Staffel einen Metascore von 84/100, basierend auf 14 ausgewerteten Rezensionen, bei Rotten Tomatoes waren 90 Prozent der bislang ausgewerteten 50 Rezensionen positiv.
Christian Fußy von Filmstarts erklärt, Der dunkle Kristall: Ära des Widerstands lasse sich reichlich Zeit, bis der Plot so richtig Fahrt aufnehme. In der ersten Hälfte der zehnteiligen Staffel liege der Fokus vornehmlich auf den politischen, familiären und philosophischen Hintergründen der einzelnen Hauptfiguren, was aber nicht bedeute, dass in diesen Episoden keine Spannung aufkomme. Für alle Kinder geeignet sei die Serie aber nicht, vor allem dann, wenn die durchtriebenen Skekse im Mittelpunkt einer Szene stehen, was auch schon mal in Richtung Horror abdriften könne, so Fußy: „Wenn die großen, hässlichen Kreaturen sich bei einem orgiastischen Festmahl an Augen und Eingeweiden delektieren oder ihre Feinde und ihresgleichen im Kerker foltern und verstümmeln, dann wird das teilweise in erschreckend expliziten Bildern eingefangen.“
Luise Checchin von der Süddeutschen Zeitung schreibt, wer die etwas verkitschte 1980er-Jahre-Ästhetik übersehen könne, werde in der Ära des Widerstands etwas zauberhaft Analoges finden: „Die echten Puppen, die hier in echten Kulissen spielen, geben dem Ganzen eine warme Lebendigkeit. Ein schnelleres Erzähltempo und tiefschichtigere Charaktere sorgen außerdem dafür, dass die Serie um einiges kurzweiliger ist als das Original.“

### Auszeichnungen
Primetime-Emmy-Verleihung 2020
- Auszeichnung in der Kategorie Outstanding Children’s Program[11]

Visual Effects Society Awards 2020
- Nominierung in der Kategorie Visuelle Effekte der Umgebung Episode/Commercial/Real-time Project („The Endless Forest“; Sulé Bryan, Charles Chorein, Christian Waite und Martyn Hawkins)
- Auszeichnung in der Kategorie Special (Practical) Effects In A Photoreal Or Animated Project (Folge Sie ist im Besitz aller Geheimnisse; Sean Mathiesen, Jon Savage, Toby Froud und Phil Harvey)[12][13]